# Laephotis robertsi
Laephotis robertsi és una espècie de ratpenat de la família dels vespertiliònids. És endèmic de Madagascar.

## Descripció

### Dimensions
És un ratpenat de petites dimensions, amb una llargada total d'entre 84 i 93 mm, la llargada de l'avantbraç entre 34 i 38 mm, la llargada de la cua entre 31 i 35 mm, la llargada del peu de 6 mm i la llargada de les orelles de 13 mm.

### Aspecte
El pelatge és llarg i desarreglat. El color general del cos és xocolata fosc, amb reflexos més clars al pit. Les orelles són marró-negrenques i recobertes per llargs pèls a la base de la superfície dorsal. El tragus és falciforme, corbat envers l'interior, amb l'extremitat arrodonida i una cavitat profunda a la base de la vora exterior. Les membranes alars són marró-negrenques. La cua és llarga i inclosa completament a l'ample uropatagi.

### Ecolocalització
Emet ultrasons de baix cicle en forma d'impulsos de breu durada a una freqüència modulada inicial de 60,3-88,2 kHz, final de 35,5-39,3 kHz i una màxima energia de 39,2-44,3 kHz.

## Biologia

### Alimentació
S'alimenta d'insectes.

## Distribució i hàbitat
Aquesta espècie és coneguda només a dues localitats del Madagascar centre-occidental, a la Província d'Antananarivo i el Parc Nacional d'Andasibe-Mantadia.
Els únics tres individus coneguts foren capturats en una esplanada a prop d'un bosc montà relativament intacte i en una zona agrícola amb diversos bananers.